# Luxshare
Die Luxshare Precision Industry Co., Ltd., (kurz: Luxshare), auch Luxshare-ICT, ist ein chinesischer Hersteller elektronischer Komponenten.

## Geschichte
Das Unternehmen wurde von Wang Laichun mitgegründet, die auch Vorsitzende ist. Wang gründete Luxshare nach zehn Jahren Arbeit bei Foxconn. Ihr Bruder Wang Laishen ist Luxshares Vizevorsitzender und ebenso ehemaliger Foxconn-Mitarbeiter. Wang Laichuns Führungsstil wird von Beobachtern mit dem des Foxconn-CEOs Terry Gou verglichen.
Luxshare wurde 2004 in Dongguan, China gegründet. Das Unternehmen entwirft und stellt Computerkabel her; es ist auch ein Schlüsselunternehmen beim Zusammenbau der AirPods für Apple Inc. Die Firma wurde 2010 auf dem SME Board der Shenzhen Stock Exchange öffentlich gelistet.
2017 übernahm Luxshare von ZF Friedrichshafen die Sparte Fahrzeugbediensysteme (Global Body Control Systems), die seither als BCS Automotive Interface Solution firmierte. Im Januar 2023 kündigte BCS an, den Standort in Radolfzell bis Ende 2024 zu schließen. Die Produktion dort endete im September 2024, sie wurde in andere Werke der BCS-Gruppe verlagert. Mehrere Hundert Mitarbeiter in Radolfzell verloren ihren Arbeitsplatz.
Im Jahr 2020 wurde Luxshare ein iPhone-Zulieferer, nachdem sie zwei iPhone-Fabriken von Wistron erwarben.
2022 wurde Luxshare von taiwanesischer Seite des Diebstahls von Firmengeheimnissen beschuldigt. Sie wurden beschuldigt, einen Großteil des Forschungs- und Entwicklungsteams des Konkurrenten Catcher Technology in China abgeworben zu haben. In Kombination mit dem Diebstahl von Geschäftsgeheimnissen von Catcher wird behauptet, dass es Luxshare nur dadurch gelungen sei, schnell in Apples Lieferkette einzusteigen.
Während der COVID-19-Proteste in China im Jahr 2022 wurde von der Tageszeitung The Wall Street Journal berichtet, dass Luxshare in Apples Lieferkette als Folge der Proteste in einer Foxconn-Fabrik in the Zhengzhou Airport Economy Zone weiter an Einfluss gewonnen hat.
Stand Juli 2023 ist Luxshare Berichten zufolge der erste und einzige Auftragsfertiger für Apples Vision Pro Mixed-Reality-Brille.
Im September 2024 erwarb Luxshare einen Anteil von 50,1 % am deutschen Autozulieferer Leoni AG. Eine Luxshare-Tochtergesellschaft übernimmt zudem 100 % des Leoni-Geschäftsbereichs Automotive Cable Solutions (ACS).